# Chan Mei Mei
Chan Mei Mei (chinesisch 陳薇薇; * 5. Februar 1978) ist eine Badmintonspielerin aus Hongkong. 

## Karriere
Chan Mei Mei nahm 1999 an der Badminton-Weltmeisterschaft teil. Im gleichen Jahr wurde sie Zweite bei den Polish International. 2000 und 2001 wurde sie nationale Titelträgerin im Damendoppel.

## Sportliche Erfolge
| Saison | Veranstaltung              | Disziplin   | Platz | Name                         |
| ------ | -------------------------- | ----------- | ----- | ---------------------------- |
| 1999   | Weltmeisterschaft          | Mixed       | 33    | Chan Mei Mei / Yau Kwun Yuen |
| 1999   | Polish International       | Mixed       | 2     | Yau Kwun Yuen / Chan Mei Mei |
| 2000   | Thailand Open              | Mixed       | 5     | Liu Kwok Wa / Chan Mei Mei   |
| 2000   | Meisterschaft von Hongkong | Damendoppel | 1     | Chan Mei Mei / Ng Ching      |
| 2001   | Meisterschaft von Hongkong | Damendoppel | 1     | Chan Mei Mei / Wang Chen     |